# Bol'šoj Zelenec
Bol'šoj Zelenec (in russo: Большой Зеленец) è un'isola della Russia nel mare della Pečora (la parte sud-orientale del mare di Barents). Amministrativamente appartiene al Zapoljarnyj rajon del Circondario autonomo dei Nenec, nell'Oblast' di Arcangelo (circondario federale nordoccidentale).

## Geografia
Bol'šoj Zelenec si trova a sud-est dell'isola Dolgij, e a nord dell'imboccatura della baia della Chajpudyra (Хайпудырская губа). L'isola ha varie insenature e piccoli laghi. L'altezza massima è di 11 m.
L'isola fa parte del Parco naturale nazionale dei Nenec. Intere colonie di tricheco popolano l'isola e tutta l'area del mare della Pečora.
A sud di Bol'šoj Zelenec si trova la piccola Malyj Zelenec (Малый Зеленец, 69°00′06″N 59°31′09″E)